# Alysson Aguiar
Antonio Alysson de Aguiar Paula (São Benedito, 16 de outubro de 1981) mais conhecido como Alysson Aguiar é um farmacêutico e político brasileiro filiado ao Partido Comunista do Brasil. Atualmente exerce seu primeiro mandato de Deputado Estadual, pelo estado do Ceará, no qual fora eleito em 2022.

## Vida pessoal
Filho de Vicente Gonçalves e Jocélia Aguiar, é casado com Mara Rubia Pio Martins mãe de seus dois filhos: João Lucas e Levi Martins.
Graduado em Farmácia e pós-graduado em Prescrição Farmacêutica. Iniciou sua carreira na cidade de Fortaleza, no Bairro Messejana, na Farmácia Dose Certa, e logo após passou a trabalhar na Drogaria São Paulo, no Aldeota, também na capital do estado do Ceará.
Com sua volta para a Cidade de São Benedito, deu início à carreira como empreendedor, na administração da Farmácia São Francisco, tradicional comércio da sua família.
Ingressou na CAF - Central de Abastecimento Farmacêutico - em São Benedito. Em razão da sua aprovação em concurso público.
Foi responsável pela coordenação da campanha de Gadyel Gonçalves para prefeito de São Benedito, onde posteriormente exerceu o cargo de Secretário de Infraestrutura,  também foi responsável pela coordenação das finanças do município.

Em 2022 candidatou-se pela primeira vez numa disputa eletiva, ao cargo de Deputado Estadual pelo Partido Comunista do Brasil, alcançando a vitória com 55.449 votos, que representaram 1,09% do eleitorado total da eleição.